# Esko Malm
Esko Malm (Valkeakoski, 23 augustus 1940) is een voormalig profvoetballer uit Finland, die speelde als aanvallende middenvelder voor FC Haka. Na zijn actieve loopbaan stapte hij het trainersvak in. Malm was bondscoach van zijn vaderland van 1979 tot 1982, gedurende 31 wedstrijden. Malm werd in het najaar van 1981 opgevolgd door Martti Kuusela.

## Interlandcarrière
Malm kwam zelf als speler één keer (nul doelpunten) uit voor de nationale ploeg van Finland. Onder leiding van bondscoach Olavi Laaksonen maakte hij zijn debuut op 22 juli 1963 in de vriendschappelijke uitwedstrijd tegen de Sovjet-Unie (7-0) in Kiev.

## Erelijst
FC Haka
- Fins landskampioen

1960, 1962, 1965
- Suomen Cup

1959, 1960, 1963, 1969